# صفنيا
صفنيا هو نبي يهودي ثانوي.

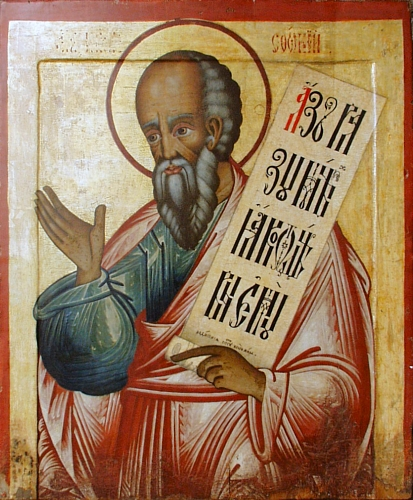
صفنيا

يُقال أنه من أهل القرن السابع قبل الميلاد. ينسب إليه سفر صفنيا.